# 漢匈戰爭
漢匈戰爭又稱漢匈百年戰爭是指漢朝對付匈奴的一系列戰役，雙方各有勝負，前後經歷超过两个世纪。此一期間，漢朝與匈奴的關係是和親與戰爭並存。此外，漢武帝從元狩二年（前127年）開始下令修築漢長城。

## 經過

### 第一階段
第一階段從漢高祖七年（前200年）至漢武帝元光元年（前134年）為止，第一階段採取了和親政策；漢文帝時期，“與匈奴和親，匈奴背約入盜，然令邊備守，不發兵深入，惡煩苦百姓”。前198年，汉高祖在擊退匈奴冒頓後考慮國力問題，接受汉匈双方以长城为界，并且跟匈奴展開貿易送匈奴丝绸、米酒和粮食。史料记载，前后共送出了10位宗室之女，即冒顿单于于前200年、前192年及前176年所接收到的3位公主，老上单于于前174年及前162年所收到的2位公主，军臣单于于前160年、前156年、前155年、前152年及前140年所收到的5位公主。

### 第二階段
第二階段從漢武帝元光二年（前133年）馬邑之戰開始，至漢武帝元狩四年（前119年）的漠北之戰結束。
元光六年（前129年），卫青袭破龙城。汉武帝令四将军各率万骑，出击匈奴。其中，车骑将军卫青出上谷；公孙贺出云中；太中大夫公孙敖为骑将军，出代郡；李广为骁骑将军，出雁门。此次战争中，卫青直捣龙城，获首虏700余级。公孙贺一路无所得、无所失，无功而还。公孙敖一路，损失骑兵7,000。李广一路，全军覆没，李广被俘，在途中只身逃归。
前127年，衛青和李息出雲中，西經高闕，直到符離（今甘肅省北部），取得河南之戰的勝果，奪取了河套地區，漢朝設置朔方郡。次年，又派遣校尉蘇建率領100,000人興築陰山甫麓的長城。
元狩二年（前121年），霍去病出隴西，殲滅單于渾邪王的部隊，越過焉支山1,000餘里，取得了河西之戰的勝利，獲得隴西，設置涼州四郡。匈奴人哀嘆：「亡我祁連山，使我六畜不繁息；失我胭脂山，使我婦女無顏色。」單于恨渾邪王損兵折將，渾邪王和休屠王害怕，於是投降漢朝。
元狩四年（前119年），由霍去病率領主力精銳騎兵，衛青率車騎混合部隊，兵分兩路出擊漠北，衛青帶領公孫賀、李廣等將領出定襄，行千餘里穿越大漠突遇布陣以待的伊稚斜單于本軍，兩軍對峙，日暮時出現沙塵暴，衛青乘勢指揮包圍單于，單于向西北逃走，匈奴軍潰散。衛青急派輕騎追擊，自率主力跟進。直至顏山趙信城，俘虜和斬殺一萬九千人，燒其積粟還師。原預計自東路迂迴阻截的李廣、趙食其之部隊，因迷路而未與衛青會師。另一路由霍去病率校尉李敢等出代郡，原獲情報為單于所部位於代郡以東，然深入漠北未發現匈奴主力，故繼續北進2,000餘里，越離侯山，渡弓閭河，與匈奴左賢王部隊接戰，殲敵70,443人，俘虜匈奴屯頭王和韓王等3人及將軍、相國、當戶和都尉等83人，乘勝追殺至狼居胥山（今蒙古國北部肯特山），在狼居胥山舉行了祭天封禮，一直攻擊至翰海（今俄羅斯貝加爾湖），方才回兵。史稱“封狼居胥山，禪於姑衍，登臨翰海，執鹵（虜）獲醜七萬有四百四十三級”。
漠北之戰對漢匈雙方皆造成深遠的打擊，汉朝暂时解决了匈奴在边袭搶掠的问题，匈奴損失大量人力、土地及家畜，食物短缺被迫北遷至西伯利亞地區，同時漢朝也付出極大的代價，兩軍出塞士卒陣亡數萬，十四萬馬匹只餘三萬回。此後匈奴暫時停火，而漢廷將資源轉向投入南越、東甌、北夷（朝鮮）等地區的征拓。
元鼎五年（前112年），羌人与匈奴联手反叛，史载“西羌众十万人反，与匈奴通使，攻故安，围包罕。匈奴入五原，杀太守”，次年聚积18万骑兵北巡，拟以此显示国力，震慑匈奴。
征和三年（前90年），李廣利受命出兵五原伐匈奴的前夕，丞相劉屈氂與李廣利合謀立昌邑王劉髆為太子。史載：「征和三年，貳師將軍李廣利將兵出擊匈奴。丞相為祖道，送至渭橋，與廣利辭決。廣利曰：『願君侯早請昌邑王為太子。如立為帝，君侯尚（長）何憂乎？』」後劉屈氂被腰斬，李廣利妻被下獄。此時李廣利正在燕然山乘勝追擊，聞訊消息，恐遭禍，欲再擊匈奴取得勝利，以期漢武帝饒其不死。惟後兵敗，李廣利投降匈奴，士卒死亡數萬人，在深入大漠1,000餘里的境內，無足夠的給養，難以生存。消息傳來，漢武帝中止了與匈奴的戰爭，不復出兵。《資治通鑒》卷二十一，對於漢武帝使李廣利對匈奴用兵一事，提出批判：“武帝欲侯寵姬李氏，而使廣利將兵伐宛，其意以為非有功不侯，不欲負高帝之約也。夫軍旅大事，國之安危、民之死生系焉。苟為不擇賢愚而授之，欲徼幸咫尺之功，藉以為名而私其所愛，不若無功而侯之為愈也。然則武帝有見於封國，無見於置將；謂之能守先帝之約，臣曰過矣。”
漢武帝晚年悔過，下罪已詔稱：“朕即位以來，所為狂悖，使天下愁苦，不可追悔。自今事有傷害百姓，糜費天下者，悉罷之。”此時漢朝大虛，《漢書》：“天下虛耗，人復相食”。也就在汉武帝下罪已的此年，匈奴单于遣使要汉朝每年缴10,000石米酒，5,000斛粮食，10,000匹丝绸的岁币。在前87年漢武帝去世那年，又有“匈奴入朔方，殺略吏民”。虽然第二階段耗费巨资，而且未彻底地解除中國北方的边境的安全隐患，但是在讨伐匈奴的过程中，奪得了部分匈奴领地，在河西和匈奴漠南基地河套设置郡县，切断了匈奴和羌族的关系。

### 第三階段
第三階段從漢武帝太初二年（前103年）的浚稽山之戰開始，至漢宣帝本始三年（前71年），由漢援烏孫擊匈奴之戰而結束，漢遣5將軍率160,000騎兵，烏孫發兵50,000騎兵，共擊匈奴，取得了對匈戰爭的勝利。

## 后续
此三阶段汉匈战争结束后，一直延续约100年之久，直到東漢永元三年（91年），大將軍竇憲和耿秉深入瀚海沙漠，出擊鹿塞（內蒙古磴口縣西北70公里）3,000華里，大破匈奴於金微山（今中蒙交界處的阿爾泰山脈），彻底地解决了漢朝历时約300年之久的匈奴禍患。然而，東漢擊破北匈奴，使得鮮卑擺脫匈奴的威脅而壯大，甚至後來於東漢中期至魏晉年間取代匈奴成為中國的邊患。